# Bernardino Alvaro Jovannitti
Bernardino Alvaro Jovannitti (L'Aquila, 20 agosto 1933 – Paganica, 29 aprile 2012) è stato un politico italiano.

## Biografia
Ha iniziato giovanissimo l'attività politica. Sul finire degli anni '40, allora sedicenne, partecipò attivamente alle lotte per il lavoro organizzate dalla CGIL a seguito del Piano del Lavoro proposto al governo e alle forze politiche e sindacali durante il Congresso Nazionale di Genova del 1949.
Le manifestazioni infiammarono l'intero Mezzogiorno ed interessarono l'Abruzzo con le lotte dei contadini marsicani, attraverso il Comitato per la Rinascita della Marsica al quale aderirono non solo i sindacati operai e i partiti della sinistra ma anche dirigenti della Democrazia Cristiana, Associazioni professionali e di categoria ed eminenti personalità della politica e della cultura. I contadini marsicani, i cosiddetti cafoni come furono definiti da Ignazio Silone, rivendicavano l'assegnazione delle terre date in proprietà ai Torlonia dopo il prosciugamento del Fucino e scelsero una nuova forma di lotta: gli scioperi a rovescio. Braccianti, contadini, operai e disoccupati si riversarono sulle terre imbracciando zappe, pale e badili per ripulire i canali irrigui e imbrecciare le strade (Fucino), per lo scavo dei gradoni per il rimboschimento (Monte di Bazzano), per lo sbancamento delle macerie (Vicolaccio all'Aquila).
Nel corso delle manifestazioni Jovannitti venne più volte fermato e arrestato durante l'assalto della polizia nella Chiesa di Paganica. Ecco come l'Unità del giorno seguente riassume l'accaduto: Un ragazzo di 16 anni è stato fatto rotolare sul pavimento della chiesa e, trascinato con furia fuori dalla porta, è stato successivamente caricato su un camion e arrestato. Il ragazzo risponde al nome di Jovannitti Bernardino (Alvaro).
Entrato nella Federazione Giovanile Comunista Italiana, ne segue la riorganizzazione e ne diviene Segretario Provinciale nel 1954 ed è in questo periodo che consolida il legame con Enrico Berlinguer, allora Segretario Nazionale dell'organizzazione giovanile.
Successivamente entra a far parte della Alleanza dei Contadini, l'organizzazione professionale di sinistra, che aveva come riferimenti politici il PCI e il PSI, e riuniva piccoli proprietari di terra, coltivatori, coloni e mezzadri per la difesa e il miglioramento delle loro condizioni di vita e di lavoro, di tale organizzazione ne rimane dirigente fino al 1971.
Per oltre 15 anni è stato amministratore della città dell'Aquila, dove è stato eletto per la prima volta Consigliere Comunale nel 1970 e successivamente riconfermato per tutte le legislature fino al 1985.

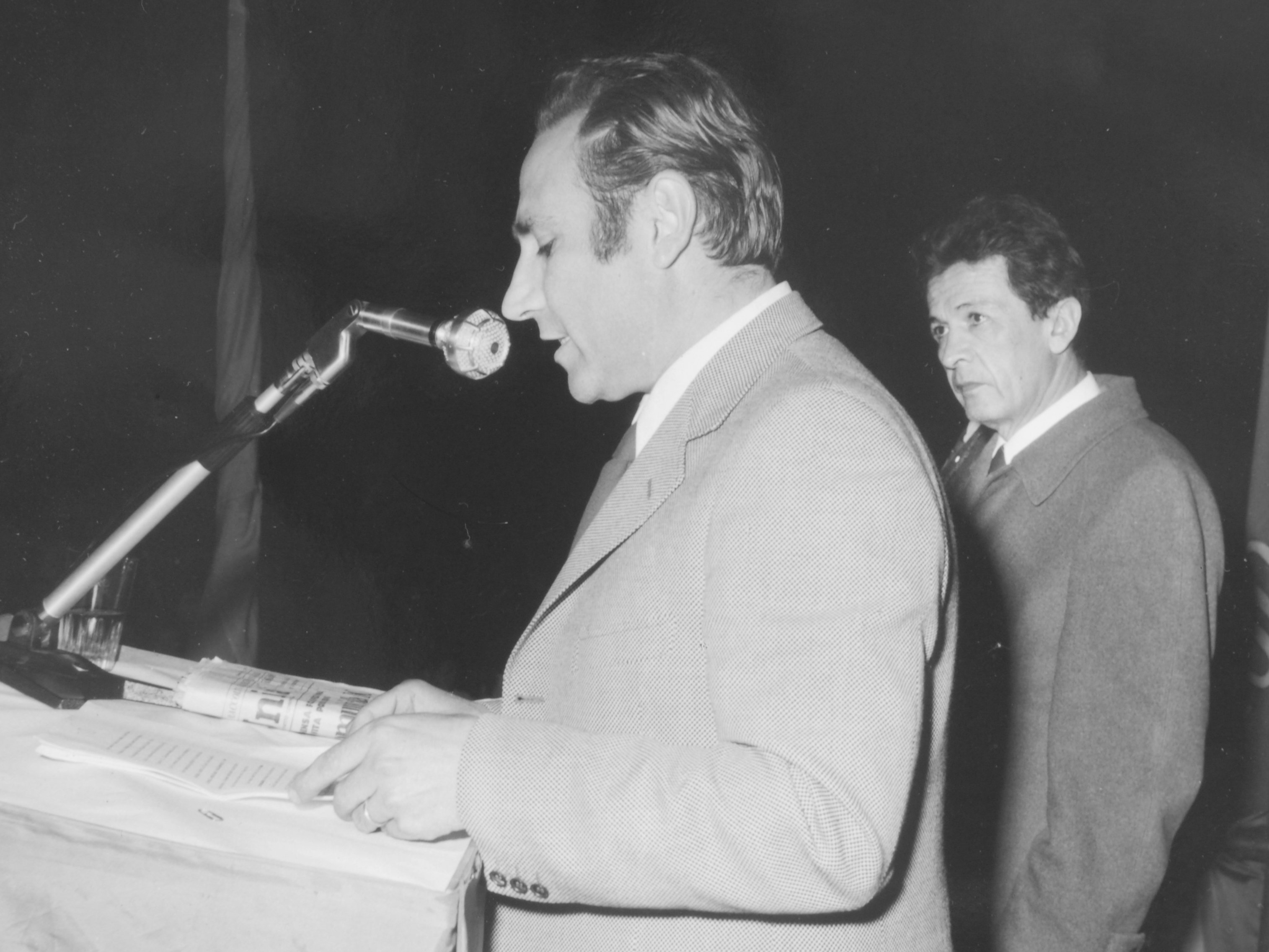
Alvaro Jovannitti con Enrico Berlinguer durante un comizio a L'Aquila

L'istituzione delle Regioni, avvenuta nel 1970, porta alla ribalta nazionale il problema del capoluogo della regione Abruzzo. Le contrapposizioni tra L'Aquila e Pescara, già manifestatesi nel 1949 riesplodono e nel febbraio 1971 la città dell'Aquila fu campo di una sommossa con l'attacco e l'incendio delle sedi della Democrazia Cristiana e del Partito Comunista. Dopo tali fatti viene eletto a Segretario della Federazione Provinciale dl PCI con il compito di ricostruire la struttura organizzativa e di ristabilire i rapporti con le altre forze politiche. Manterrà tale incarico fino al luglio del 1981, quando entra nella segreteria regionale del Partito.

### In parlamento
Nel marzo del 1983 diventa senatore della Repubblica a seguito del decesso di Claudio Ferrucci. A seguito dello scioglimento anticipato del Parlamento, nelle successive elezioni politiche di giugno dello stesso anno, viene eletto alla Camera dei Deputati, dove fa parte della Commissione Lavori Pubblici e assolve anche l'incarico di Segretario della Giunta per le Elezioni. Termina il mandato parlamentare nel 1987.
Successivamente, ha presieduto il Comitato Federale dell'Aquila del PCI divenendo, con la trasformazione del partito, dirigente politico del PDS, dei DS e del Partito Democratico.
Ha fatto parte della sezione provinciale dell'Aquila del Comitato Regionale di Controllo sugli atti dei Comuni (Co.Re.Co.)
Nel 2004 fonda l'Associazione 13 giugno 1944 e promuove negli anni una serie di manifestazioni legate alla Liberazione dell'Aquila a al rilancio della cultura democratica e antifascista nata dalla Resistenza.
Nel 2009 ricostruisce la sezione aquilana dell'Associazione Nazionale Partigiani d'Italia, di cui è nominato presidente provinciale.

### Attività giornalistica
Corrispondente del quotidiano l'Unità fin dagli anni '60, è iscritto all'Ordine dei Giornalisti, ha diretto il periodico L'Arcobaleno ed è stato redattore del mensile Il Punto.
Oltre a numerose biografie su personalità della vita sociale abruzzese (Eude Cicerone, Vittorio Giorgi, Ivo Jorio, Dante Ranghi, Fazio Franchi ed altri) ha pubblicato diverse opere su temi storico-politici, tra le quali Per l'affermazione di nuovi valori ideali (1975), Due anni a Montecitorio (1985), Ripensando al 1956 (1986), Una vita spesa bene (1990), Le radici storiche del PDS nella Piana di Navelli e del Gran Sasso (1993), La liberazione dell'Aquila (2005), La stagione degli Scioperi a Rovescio (2007), Personalità e Personaggi di Paganica (2007).
Muore all'età di 78 anni, nell'aprile 2012.